# Mariana Loyola
Mariana Francisca Loyola Ruz (Santiago, 2 de agosto de 1975) es una actriz chilena de teatro, cine, y televisión. Mariana comenzó a trabajar regularmente en el teatro hasta que en 2001 logró su primer papel importante para la televisión gracias a la telenovela Amores de mercado. El éxito de la serie le abrió muchas puertas, y ese mismo año Mariana hizo realidad su sueño debutando en la gran pantalla con La fiebre del loco de Andrés Wood. Sin embargo, los filmes Subterra de Marcelo Ferrari y Cachimba de Silvio Caiozzi, le regalan el reconocimiento del público chileno, pero será su participación en la serie Machos y su inclusión en el reparto internacional de El baile de la Victoria, dirigida por Fernando Trueba, la que dispare su carrera.
Ha sido ganadora de los principales premios de su país, dos APES, un Altazor, un Pedro Sienna y un Caleuche. Además, de un premio en el Festival de Cine Iberoamericano de Huelva y un premio en Festival Internacional de Cine de Cartagena de Indias.

## Biografía

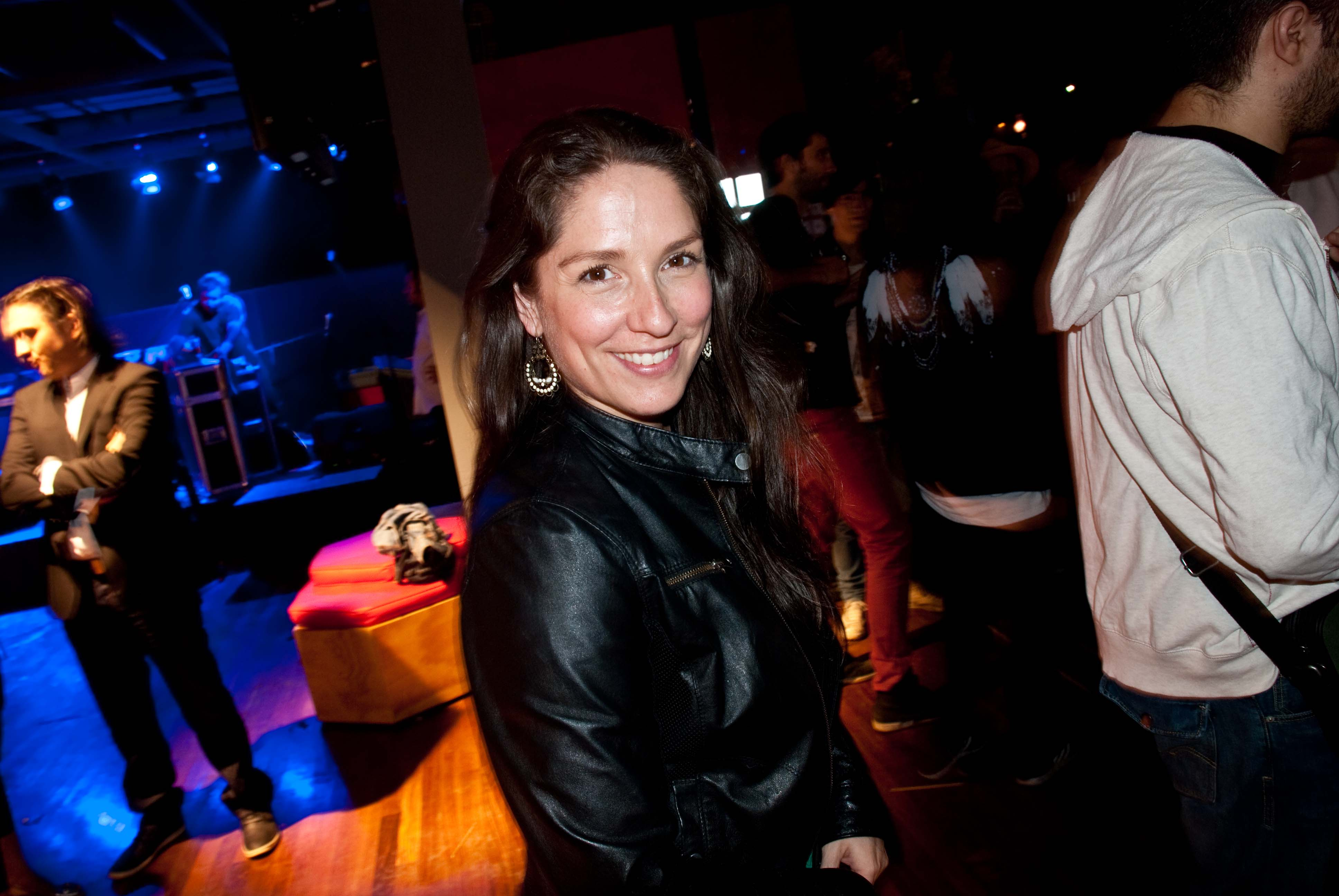
Loyola en un evento social en 2011.

Ingresó a estudiar Artes escénicas en la Escuela de Teatro de la Pontificia Universidad Católica de Chile (PUC). Egresó en 1996.
Su interés por el teatro nace cuando tenía poco más de quince años, luego de asistir a una función de la ya legendaria obra de Roberto Parra, La negra Ester.
Inició su carrera con la obra de teatro 5 Sur, a la que siguieron Restos humanos, Tango, Víctor Jara, Mun-Chile, Akenatón, Los justos, Criminal y Las tres hermanas, entre otras.
En televisión comenzó en 2001 con la telenovela Amores de mercado de TVN; ese mismo año, recibió el Premio APES "Actriz Revelación de Televisión", por su participación en dicha telenovela. 
Filmó los largometrajes La fiebre del loco de Andrés Wood y Negocio redondo de Ricardo Carrasco-Farfán.
En 2002, filma Subterra de Marcelo Ferrari y es nominada al Premio Altazor de las Artes Nacionales, como "Mejor Actriz de Cine".
En 2003, es contratada por Canal 13 para la telenovela Machos, con el personaje de Soraya Salcedo, por el cual obtiene el Premio Altazor como "Mejor actriz de televisión". Ese mismo año participa en la película Cachimba del director Silvio Caiozzi, donde tiene que engordar 20 kilos para interpretar el personaje de Hildita, por el que recibe los Premios a "Mejor Actriz de Cine" en el Festival de Cine de Huelva (España), en el de Cartagena de Indias (Colombia) y en los Premios APES de Chile.
En 2004 y luego de una gran baja de peso, participa en la telenovela de Canal 13 Tentación. En 2005, integra el elenco de la telenovela Gatas & Tuercas donde personifica a la mecánica Lulú.
En 2006 actúa junto a Benjamín Vicuña y Daniel Muñoz en la exitosa serie policial Huaiquimán y Tolosa y también participa en la telenovela de Canal 13 Charly Tango.
Ese año y el siguiente, participó en la obra de teatro Criminal junto a Francisco Reyes, Nicolás Saavedra y Diego Muñoz, dirigida por Alejandro Goic.
En 2007 coprotagoniza la telenovela de Mega Fortunato; y participa en la miniserie histórica de Canal 13 Héroes: Rodríguez, hijo de la rebeldía, dirigida por Cristián Galaz.
A principios de 2008, filma los largometrajes La nana de Sebastián Silva y Bahía Azul de Nicolás Acuña. Luego protagoniza la serie Aída de TVN. Entre marzo y julio, también de ese año, graba el programa en formato docu-reality, La liga de la productora Cuatro Cabezas, que es emitido por Mega. Durante agosto y parte de septiembre que filma el largometraje El baile de la Victoria basado en la novela de Antonio Skármeta, siendo dirigida por el aclamado director español Fernando Trueba.
En enero de 2009 estrena la obra teatral Las tres hermanas de Antón Chéjov, en el marco del Festival Santiago a Mil, bajo la dirección de Víctor Carrasco e interpretando el rol de Olga. Participó en el Festival de cine de Sundance, donde La Nana fue premiada como Mejor Película.
En 2010 interpretó a la bandolera Micaela en la superproducción de época Manuel Rodríguez: El guerrillero del amor, dirigida por Vicente Sabatini.
En 2011, actuó en la exitosa telenovela de Canal 13 Peleles. A fines de ese año filma en el rol protagónico Génesis Nirvana, la ópera prima de Alejandro Lagos.
El 2013 coprotagoniza junto a Diego Muñoz la telenovela Dos por uno de TVN. En 2013 trabaja en el largometraje de Rodrigo Sepúlveda Aurora y protagoniza la adaptación de la serie norteamericana de Fox Modern Family para Mega, Familia moderna.
En 2015 actúa en la obra de teatro Trabajo Sucio dirigida por Marco Guzmán, estrenada en el Teatro La Memoria. También ese año actúa en el largometraje Rara de Pepa San Martín. Película que el Premio a Mejor Película en la sección Generation K-Plus en el Festival de Cine de Berlín 2016 y el Premio a Mejor Película en la sección Horizontes Latinos y mejor Película LGTBI en el Festival de Cine de San Sebastián, el mismo año. En octubre vuelve a montar la exitosa obra Los Justos, después de quince años, en el Teatro Mori, bajo la dirección de Felipe Hurtado.
Protagonizó entre diciembre de 2015 y marzo de 2016 la coproducción chileno-argentina Bichos Raros dirigida por Cristián Jiménez y Matías Bertilotti, entre Buenos Aires y Valdivia, serie de 13 capítulos que emitió TVN en Chile y el Canal Público en Argentina.
Protagonizó la exitosa serie Mary & Mike, una coproducción de Chilevisión, Space e Invercine&Wood, emitida en 47 países.
En 2018 protagoniza junto a Jorge Zabaleta la telenovela Si yo fuera rico de Mega.
Ha participado en los Festivales Internacionales de Cine de San Sebastián, Karlovy Vary, Múnich, Biarritz, Guadalajara, Lima, Buenos Aires, La Habana, Seattle, Berlín y en los Premios Goya.

## Vida personal
Entre sus parejas conocidas se encuentra el destacado cantante y compositor chileno Álvaro Henríquez, con quien tiene una hija. En 2005 contrajo matrimonio con el actor Rodrigo Pardow.
Loyola es gran amiga de los actores Jorge Zabaleta, Benjamín Vicuña, Diego Muñoz y Nicolás Saavedra, con quien forma su círculo más cercano.
Es sobrina del reconocido tecnólogo médico Marco Loyola Brambilla.

## Filmografía

### Cine
| Año  | Título                    | Papel        | Director           |
| ---- | ------------------------- | ------------ | ------------------ |
| 2000 | Monos con navaja          | Isabella     | Stanley Gonczanski |
| 2001 | Negocio redondo           | Rosita María | Ricardo Carrasco   |
| 2001 | La fiebre del loco        | Patricia     | Andrés Wood        |
| 2003 | Sub Terra                 | Mercedes     | Marcelo Ferrari    |
| 2004 | Cachimba                  | Hildita      | Silvio Caiozzi     |
| 2005 | Amor después de la marea  | Nina         | Pamela Espinoza    |
| 2008 | El baile de la victoria   | Liliana      | Fernando Trueba    |
| 2009 | La nana                   | Lucía        | Sebastián Silva    |
| 2009 | Súper, todo Chile adentro | Nancy        | Fefa Alijaro       |
| 2012 | Bahía Azul                | Lidia        | Nicolás Acuña      |
| 2012 | Génesis nirvana           | Patricia     | Alejandro Lagos    |
| 2014 | Aurora                    | Alicia       | Rodrigo Sepúlveda  |
| 2016 | Rara                      | Paula        | Pepa San Martín    |
| 2019 | Ema                       | Sara         | Pablo Larraín      |
| 2024 | Malas costumbres          | Sara Yáñez   | Pablo Mantilla     |
| 2024 | El lugar de la otra       | Cora Danyau  | Maite Alberdi      |

### Telenovelas
| Año  | Título              | Papel                              | Notas               |
| ---- | ------------------- | ---------------------------------- | ------------------- |
| 2001 | Amores de mercado   | Topacio Peralta                    | debut en televisión |
| 2003 | Machos              | Soraya Salcedo                     |                     |
| 2004 | Tentación           | Camila Risopatrón                  |                     |
| 2005 | Gatas y tuercas     | Lulú Rivera                        |                     |
| 2006 | Charly tango        | Alma Uribe / Rosario Toledo        |                     |
| 2007 | Fortunato           | Yolanda Cuevas                     |                     |
| 2010 | Manuel Rodríguez    | Mercedes Larraín-Fernández de León |                     |
| 2011 | Peleles             | Pamela Leiva                       |                     |
| 2012 | Dos por uno         | Rita Casas                         |                     |
| 2018 | Si yo fuera rico    | Julia Molina                       |                     |
| 2024 | Secretos de familia | Raquel Cruchaga                    |                     |

### Series y unitarios
| Año        | Título                          | Papel               | Notas                                    |
| ---------- | ------------------------------- | ------------------- | ---------------------------------------- |
| 2005       | Los Simuladores                 | Claudia             | Episodio: Volver                         |
| 2006       | Huaiquimán y Tolosa             | Penélope Díaz       |                                          |
| 2007       | Héroes                          | Ana                 | Episodio: Rodríguez, hijo de la rebeldía |
| 2008       | Aída                            | Aída García         |                                          |
| 2011       | Karma                           | Carmen              | Episodio: Masturbación                   |
| 2011; 2017 | 12 días que estremecieron Chile | Estela Ortiz        | Episodio: Horror en Quilicura            |
| 2011; 2017 | 12 días que estremecieron Chile | Sandra Medel        | Episodio: Tragedia en Juan Fernández     |
| 2013       | Prófugos 2                      | Mariana             | 2 episodios                              |
| 2014       | Familia Moderna                 | Paula Gallo         |                                          |
| 2017       | Papá Mono                       | Francisca Martínez  |                                          |
| 2018       | Mary & Mike                     | Mariana Callejas    |                                          |
| 2018       | Bichos Raros                    | Verónica Mancinelli |                                          |
| 2020       | Los Carcamales                  | Laura de la Carrera |                                          |
| 2024       | Baby Bandito                    | Ana                 |                                          |

### Programas de televisión
- La liga (Mega, 2008) - Conductora
- Dudo (Canal 13C, 2013) - Invitada

## Videos musicales
| Año  | Título     | Artista  | Director    |
| ---- | ---------- | -------- | ----------- |
| 1997 | Olor a gas | Los Tres | Germán Bobe |

## Teatro
- 5 Sur
- Restos humanos
- Tango
- Víctor Jara
- Mun-Chile
- Akenatón
- Los justos, dirigida por Felipe Hurtado
- Criminal, dirigida por Alejandro Goic
- Las tres hermanas, dirigida por Víctor Carrasco
- Trabajo sucio, dirigida por Marcos Guzmán

## Premios y nominaciones
Premios Altazor
| Año  | Categoría                  | Producción | Resultado |
| ---- | -------------------------- | ---------- | --------- |
| 2004 | Mejor actriz de cine       | Subterra   | Nominada  |
| 2004 | Mejor actriz de televisión | Machos     | Ganadora  |
| 2005 | Mejor actriz de cine       | Cachimba   | Nominada  |

Premios APES
| Año  | Categoría               | Producción        | Resultado |
| ---- | ----------------------- | ----------------- | --------- |
| 2001 | Mejor actriz revelación | Amores de mercado | Ganadora  |
| 2004 | Mejor actriz de cine    | Cachimba          | Ganadora  |

Premio Pedro Sienna
| Año  | Categoría                               | Producción | Resultado |
| ---- | --------------------------------------- | ---------- | --------- |
| 2017 | Mejor interpretación secundaria en cine | Rara       | Ganadora  |

Premios Caleuche
| Año  | Categoría                          | Producción      | Resultado |
| ---- | ---------------------------------- | --------------- | --------- |
| 2017 | Mejor actriz de soporte en cine    | Rara            | Ganadora  |
| 2017 | Mejor actriz protagónica en series | Familia moderna | Nominada  |

Premio Copihue de Oro
| Año  | Categoría                  | Producción | Resultado |
| ---- | -------------------------- | ---------- | --------- |
| 2011 | Mejor actriz de televisión | Peleles    | Nominada  |

Otros premios
| Año  | Premio                                                                 | Categoría            | Producción | Resultado |
| ---- | ---------------------------------------------------------------------- | -------------------- | ---------- | --------- |
| 2005 | Colón de Plata - Premio Festival Iberoamericano de Cine de Huelva      | Mejor actriz de cine | Cachimba   | Ganadora  |
| 2005 | Premio India Catalina - Premio Festival de Cine de Cartagena de Indias | Mejor actriz de cine | Cachimba   | Ganadora  |